# Танасі Коккінакіс
Танасі Коккінакіс (англ. Thanasi Kokkinakis; нар. 10 квітня 1996, Аделаїда, Австралія) — австралійський тенісист грецького походження; переможець двох турнірів ATP (з них один у одиночному розряді); переможець одного турніру Великого шолома в парному розряді (Australian Open 2022); фіналіст двох юніорських турнірів Великого шолома в одиночному розряді (Відкритий чемпіонат Австралії, Відкритий чемпіонат США-2013); колишня десята ракетка світу у юніорському рейтингу.

## Загальна інформація
Танасі — один із двох синів Тревора та Вули Коккінакісів; його брата звуть Панайоті. Батьки з дитинства привчали своїх дітей до спорту, і якщо Танасі зацікавився і став показувати непогані результати у тенісі, де вперше спробував себе у вісім років, то Панайоті став гравцем у австралійський футбол .
Улюблені покриття Танасі — хард і ґрунт, найкращі удари — форхенд та виконання подачі.

## Спортивна кар'єра

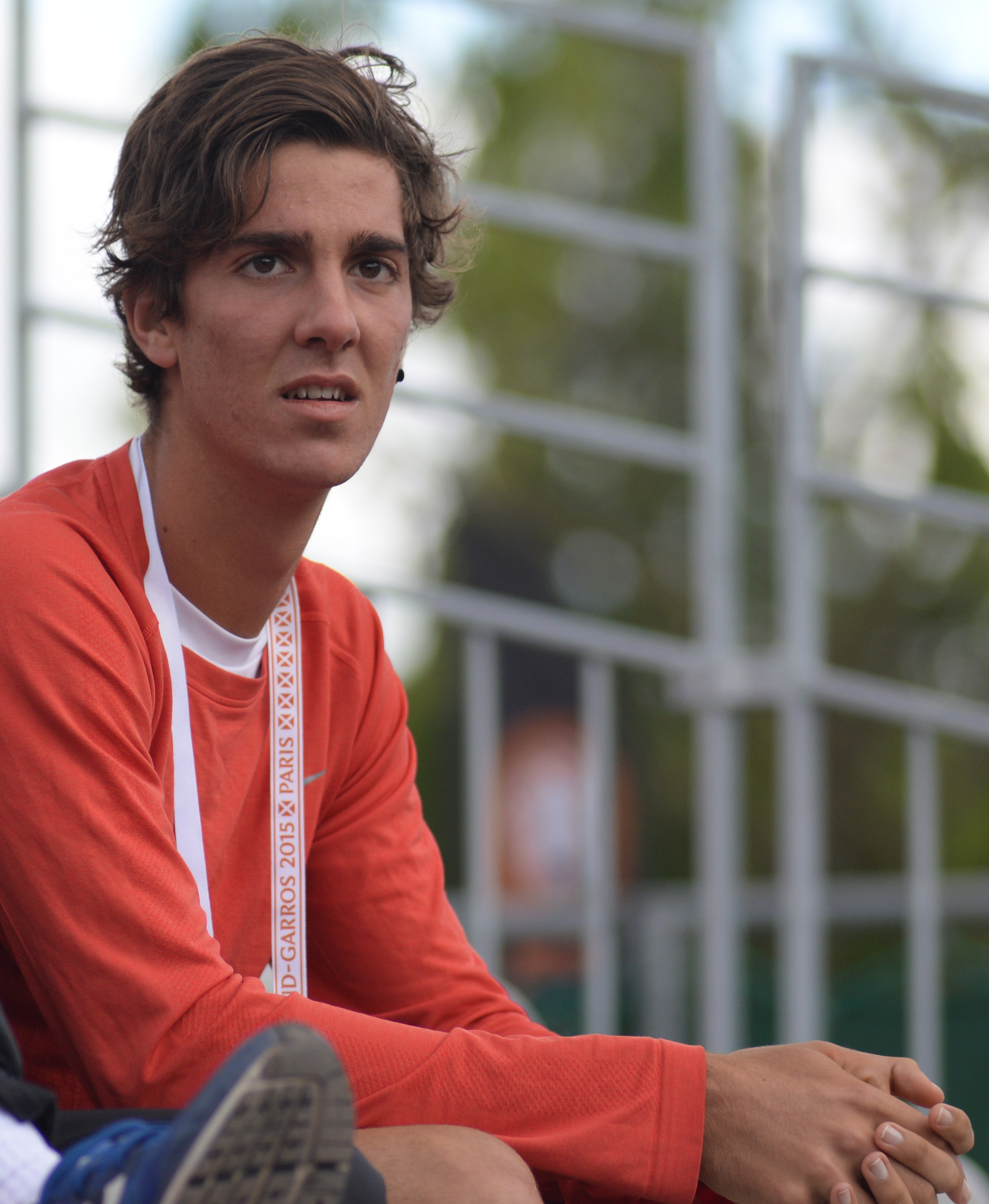
2015 рік

На юніорському рівні Коккінакіс виграв у 2013 році Вімблдонський турнір у юнацькому парному розряді (з Ніком Кірьосом). Також у 2013 році він двічі виходив у фінал юніорського Великого шолома в одиночному розряді — на Відкритому чемпіонаті Австралії та Відкритому чемпіонаті США . У січні 2013 року у парі з Кірьосом він зіграв на Австралійському чемпіонаті та у чоловічому парному розряді, здійснивши дебют у Світовому турі АТП . Також у парах він виграв перший титул на дорослому рівні у жовтні 2013 року на турнірі серії «челенджер» у Мельбурні .
У лютому 2014 року Танасі зіграв перший матч за збірну Австралії у Кубку Девіса . У липні того ж року у дуеті з Денисом Кудлою він виграв «челенджер» у Віннетці у парному розряді. У липні на «ф'ючерсі» у Канаді він виграв перший дорослий трофей наодинці. У березні 2015 року Коккінакіс непогано виступив на майстерні в Індіан-Уеллсі, пройшовши у стадію четвертого раунду. У травні того ж року тенісист з Австралії вперше піднявся у Топ-100 світового одиночного рейтингу та здобув перемогу на «челенджері» у Бордо . На Відкритому чемпіонаті Франції Танасі вперше вийшов у третій раунд Великого шолома. Протягом того сезону він виступав за збірну у Кубку Девіса та допоміг австралійцям дістатися до півфіналу.
Першу половину сезону 2016 року Коккінакіс пропустив через травму лівого плеча. Повернення на корт сталося вже в серпні на Олімпійських іграх у Ріо-де-Жанейро, але Танасі у першому ж матчі програв Гаштану Еліашу. Цей матч став єдиним для нього у 2016 році, оскільки отримав нову травму. Знову Коккінакіс повернувся в січні 2017 року і з ходу зміг виграти турнір у Брисбені у парному розряді (спільно з Джордан Томпсоном). Титул став дебютним для 20-річного представника Австралії у Світовому турі. Після парної перемоги у Брисбені він знову травми і повертається до туру лише у травні. У червні він вперше зміг обіграти тенісиста з Топ-10, перемігши в першому раунді турніру в Лондоні шосту ракетку світу Мілоша Раоніча (7-6(5), 7-6(8)). На початку серпня Коккінакіс вийшов у свій перший одиночний фінал АТП на турнірі в Кабо-Сан-Лукасі, в якому він програв боротьбу за головний приз Сему Куеррі з рахунком 3-6, 6-3, 2-6.
У березні 2018 року Коккінакіс, який розпочав мастерс у Маямі з кваліфікації, створив сенсацію, обігравши в другому раунді першу ракетку світу Роджера Федерера — 3-6, 6-3, 7-6(4). На момент перемоги Танасі займав 175-й рядок у рейтингу.
У кваліфікації на Вімблдонський турнір виграв 2 з 3 матчів, що не дозволило йому пробитися до основної сітки турніру. У серпні виграв челленджер в Аптос (США), де у фіналі у двох сетах зламав опір Ллойда Джорджа Харріса. У жовтні виграв челенджер у Лас Вегасі (США), обігравши у фіналі словенця Блажа Ролу.
Пройшов кваліфікаційний відбір на Відкритий чемпіонат Австралії 2019, але в першому раунді основної сітки не дограв матч проти Таро Даніеля і знявся з турніру.
На Відкритому чемпіонаті США 2019 дійшов до другого раунду, але програв Рафаелю Надалю внаслідок відмови від участі в матчі.

## Рейтинг на кінець року
| Рік  | Одиночний рейтинг | Парний рейтинг |
| ---- | ----------------- | -------------- |
| 2021 | 171               | 433            |
| 2020 | 260               | 1012           |
| 2019 | 199               | 958            |
| 2018 | 146               | 198            |
| 2017 | 209               | 178            |
| 2015 | 80                | 168            |
| 2014 | 150               | 333            |
| 2013 | 628               | 492            |
| 2012 | 756               | 873            |
| 2011 | 1 618             |                |

За даними офіційного сайту ATP на останній тиждень року .
 